# Карен Девід
Карен Девід (англ. Karen David; нар. 15 квітня 1979 року, Шиллонг, Індія) — канадська актриса та співачка індійського походження.

## Біографія
Карен Шеназ Девід народилася 15 квітня 1979 року в місті Шиллонг, Індія. Її батько — єврейського походження з Мадраса, а мати — кхасі і китайського походження. У Карен є старша сестра Трейсі. Дитинство вона провела в Торонто, Канада. У 17 років Карен отримала стипендію музичного коледжу Берклі в Бостоні. Потім деякий час вивчала акторську майстерність в Школі Гілфорда в Англії. З 2000 року почала кар'єру поп-співачки. Найбільш відома роллю Лейли у фільмі «Цар скорпіонів 2: Сходження воїна». У 2014 році, Девід отримала одну з основних ролей в серіалі ABC «Галавант». 2016—2017 виконувала роль діснеєвської принцеси Жасмін, шостого сезону в американському серіалі «Одного разу в казці». З 2018 року і по даний час знімається в серіалі «Спадок», грає роль Емми Тіг.

## Особисте життя
У середині 2013 року вийшла заміж за шведського письменника та музичного продюсера Карла Райдена у готелі La Venta в Палос Вердес, Каліфорнія.

## Фільмографія
| Фільмографія | Фільмографія                      | Фільмографія                         | Фільмографія        | Фільмографія       |
| Рік          | Назва                             | Оригінальна назва                    | Роль                | Примітки!          |
| ------------ | --------------------------------- | ------------------------------------ | ------------------- | ------------------ |
| 2003         | Королева Боллівуда                | Bollywood Queen                      | Ніта                | 1 епізод           |
| 2003         | Холбі-Сіті                        | Holby City                           | Іві Хоттон          | 1 епізод           |
| 2004         |                                   | Top Buzzer                           | Скарлет             | 1 епізод           |
| 2005         | Бетмен: Початок                   | Batman Begins                        | Репортер            | Фільм              |
| 2006         | Прийми трьох дівчат               | Take 3 Girls                         | Лайла               | Фільм              |
| 2006         |                                   | Provoked: A True Story               | Аша                 | Фільм              |
| 2007         | Чорний грім                       | Flight of Fury                       | Солдат Фландрес     | Фільм              |
| 2008         | Колір                             | The Colour of Magic                  | Лесса               | Телевізійний фільм |
| 2008         | Цар скорпіонів 2: Сходження воїна | The Scorpion King: Rise of a Warrior | Лейла               | Фільм              |
| 2009         | Легенда про Діка і Домі           | The Legend of Dick and Dom           | Фея                 | 1 епізод           |
| 2009         | Формула кохання для бранців шлюбу | Couples Retreat                      | Працівник СПА       | Фільм              |
| 2010—2011    | Вулиця Ватерлоо                   | Waterloo Road                        | Франсуа Монтоя      | Періодична роль    |
| 2011         | Відповідний удар                  | Strike Back                          |                     | 2 епізоди          |
| 2011—2012    |                                   | Pixelface                            | Алексія             | Головна роль       |
| 2012         | Червоні вогні                     | Red Lights                           | Жінка—репортер      | Фільм              |
| 2012         | Зв'язок                           | Touch                                | Кайла Грехем        |                    |
| 2013         | Касл                              | Castle                               | Сара Ель-Масри      |                    |
| 2014         | Джек Раян: Теорія хаосу           | Jack Ryan: Shadow Recruit            | Пенн                |                    |
| 2015—2016    | Галавант                          | Galavant                             | Принцеса Ізабелла   | Головна роль       |
| 2015         | Амар, Акбар і Тоні                | Amar, Akbar & Tony                   | Міра                |                    |
| 2016         | Мисливець на тигрів               | The Tiger Hunter                     | Рубі                | Фільм              |
| 2016         |                                   | Cold Feet                            | Анжела              |                    |
| 2016—2017    | Якось у казці                     | Once Upon a Time                     | Принцеса Жасмін     | Періодичнп роль    |
| 2018         | Мислити як злочинець              | Criminal Minds                       | Агент Марі          |                    |
| 2018         |                                   | Timeless                             | Янг Деніз Крістофер |                    |
| 2018—2021    | Спадок                            | Legacies                             | Емма Тіг            | Періодична роль    |
| 2019—2023    | Бійтеся ходячих мерців            | Fear the Walking Dead                | Грейс               | Головна роль       |

## Дискографія
- сингл «Higher & Higher» (с DJ Jurgen, 2000)
- сингл «It's Me (You're Talking To)» (2003)
- EP «The Live Sessions» (2008)
- EP «Magic Carpet Ride» (2009)
- сингл «Hypnotize» (2010)
- «The Girl In The Pink Glasses» (2011)